# Tabitha (zangeres)
Tabitha Foen-A-Foe (Leiden, 22 juli 1992), beter bekend als Tabitha, is een Nederlandse zangeres en stemactrice. Ze was met 300 miljoen streams op Spotify de meest gestreamde vrouwelijke artiest van Nederland van 2019. De zangeres scoorde onder meer hits als "Hij is van mij", "Slapen met het licht aan", "Het spijt me niet" en "Moment". Op 25 september heeft ze haar debuutalbum Hallo met mij uitgebracht op haar eigen label NEOF Music Group en Sony Music Entertainment. Hiernaast was Tabitha in 2020 wekelijks te zien als een van de deelnemers van het tv-programma Beste Zangers. 

## Carrière
Tabitha volgde in twee jaar de Pop Academie in Rotterdam, waarna ze naar Los Angeles vertrok om zich te richten op een buitenlandse carrière. In de Verenigde Staten werkte ze samen met producer Timothy Bloom aan een album, dat werd uitgebracht onder de titel No Fiction.
Tabitha keerde hierna terug naar Nederland omdat Ronnie haar had overgehaald en schreef onder meer mee aan het album Rémi van Ronnie Flex. In 2017 bracht ze verschillende nummers uit, waaronder "Is dit over" met Ronnie Flex. In 2018 bracht ze een Nederlandstalige ep uit getiteld Gevonden in verdwalen, met hierop samenwerking met onder meer Jayh. Ook bracht ze met Qucee een nummer uit over diens dochtertje, getiteld Voor jou.
In 2019 bracht ze haar tweede ep HIT-SIG uit, waarvoor ze samenwerkte met Jayh en Latifah. In 2019 werd ze de meest gestreamde zangeres van Nederland, onder meer door de nummers "Hij is van mij" en "Moment".
In 2020 heeft ze haar debuutalbum Hallo met mij uitgebracht. Een pop-album met 14 zelfgeschreven nummers, waarin de zangeres zich voorstelt aan het grote publiek. Ook is ze een van de deelnemers van het 13e seizoen van de Beste Zangers met daarin onder anderen Suzan & Freek, Stef Bos, Miss Montreal, Wulf, Diggy Dex en Milow.

## Trivia
- In 2017 zette Tabitha haar stichting Mooi zoals je bent op. De stichting heeft als doel om kinderen meer zelfvertrouwen te geven.[10]
- In 2021 sprak ze voor de film Raya and the Last Dragon de stem in van het titelpersonage, Raya.